# Antianthe
Antianthe  (лат.) — род равнокрылых насекомых из семейства горбаток (Smiliinae, Membracidae).
Неотропика и Неарктика.
Пронотум высокий листовидный, почти полностью покрывает передние крылья, плечевые углы увеличены. Поведение субсоциальное: взрослые особи охраняют яйца. Имеют мирмекофильные связи с муравьями, охраняющими их от врагов. Мультиволтинны. Растения-хозяева: Asteraceae: Verbesina, Veronica; Fabaceae: Erythrina; Lauraceae: Persea; Rubiaceae: Coffea; Solanaceae: Acnistus, Capsicum, Cestrum, Nicotiana, Solanum
.

## Систематика
Род включён в подсемейство Smiliinae в качестве incertae sedis. Ранее включался или в трибу Telamonini или в Smiliini.
- Antianthe boliviana Metcalf
- Antianthe chichiana Funkhouser
- Antianthe expansa  Germar
- Antianthe foliacea  Stål
- Antianthe reversa  Walker
- Antianthe viridissima  Walker